# فلورينا
أَخْرَلِين : (باليونانية: Φλώρινα - فلورينا)، (بالإنجليزية:Florina)، مدينة يونانية تقع في شمال البلاد ضمن منطقة مقذونية الغربية الإدارية، وهي مركز إحدى مقاطعاتها والتي تحمل نفس اسم المدينة.

## الموقع، السكان والتسمية
تفع المدينة على ارتفاع 660 متر عن مستوى سطح البحر على السفوح الشرقية لجبل فيرنو ضمن وادٍ يشكله نهر ساكوليفاس أحد الروافد العليا نهر فرداري (Vardar) (أكسيوس).
تبعد مسافة 11 كيلومتر عن الحدود المقدونية، 56 كيلومتر عن قستورية. 148 كيلومتر عن صلونيك.
تعود تسمية المدينة إلى الفترة البيزنطية حيث كان اسمها خلرينون (Chlerinon)، والذي يعني الــمكان الممتلئ بالخضرة ، أصبح الاسم فلورينا عندما حول من اليونانية لللاتينية (من اللاتينية فلورا(Flora)) والذي يعني الــنباتات الخضراء. 
يبلغ عدد سكان المدينة حوالي 17 ألف نسمة، وبذلك تكون رابع مدينة في منطقة مقذونية الغربية من حيث عدد السكان بعد كوزاني، بتولماييذا وقستورية.

## التاريخ
كانت المدينة منذ القدم موقعًا عسكريًا سكنه الأمراء المقذونيون لحماية الممر إلى الجنوب في منطقة جبال البيندوس، ثم بدء نمو هذه المدينة كمستوطنة تابعة لمدينة هرقلية (Heraclea) القديمة الواقعة على طريق إغناتيا.
سببت أهمية موقع أخرلين ضمن ما يعرف بفتحة مُنَسْتِير الجبلية التي تربط البلقان بشمال اليونان إلى تحولها للهدف الأساسي لجميع الغزوات القادمة من ناحية الشمال، منذ العصور القديمة إلى الحرب العالمية الثانية. 

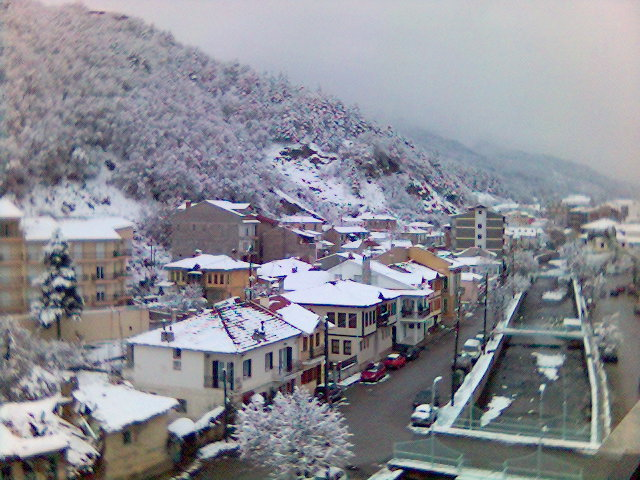
نهر ساكوليفاس ضمن مدينة أخرلين

أصبحت المدينة في الفترة البيزنطية مركزاً لمطرانية، سيطر عليها الأتراك في القرن الرابع عشر حيث أعادوها كحامية عسكرية في شمال اليونان، استمر ذلك إلى الحروب البلقانية (1912-1913) عندما سيطر عليها الثوار المحليين الذين كانوا مؤيدين للبلغار، استمرت المدينة كقاعدة للأقلية السلافية في شمال اليونان إلى العام 1922 م. حيث تمت يوننة المدينة عندما تدفق إليها لاجئي آسيا الصغرى اليونانيين.
سيطرت القوات البلغارية عليها مرة أخرى أثناء الحرب العالمية الثانية ولكنها انسحبت منها بعد نهاية الحرب.

## المعالم الأساسية
تعد المدينة القديمة أهم معالم أخرلين إذ تمتد على ضفتي نهر ساكوليفاس وتحتوي على العديد من البيوت التي تعود للفترة العثمانية ولفترة ما بين الحربين العالميتين، ومن أهم الأماكن الأخرى:
- مبنى البلدية (الذيمارخيون): ويعود لأوائل القرن العشرين.
- متاحف المدينة: وهي المتحف الأركيولوجي، المتحف البيزنطي، ومتحف الفن الحديث في أخرلين.

## متفرقات
- تعد المدينة مركزاً سياحياً ً للانطلاق نحو آثار هرقلية الواقعة على الحدود المقذونية، وأيضاً نحو حديقة وبحيرة بريسبا الوطنية.
- توجد في المدينة بعض أقسام جامعة غرب مقدونيا، والتي يقع مركزها في كوزاني.
- أهم نادي كرة قدم في المدينة هو باس أخرلين.

## معرض صور

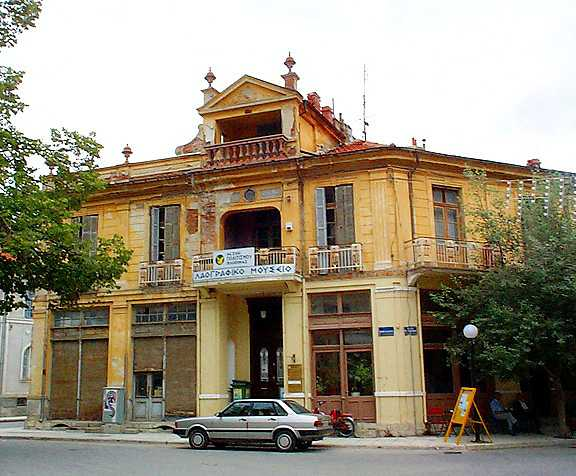
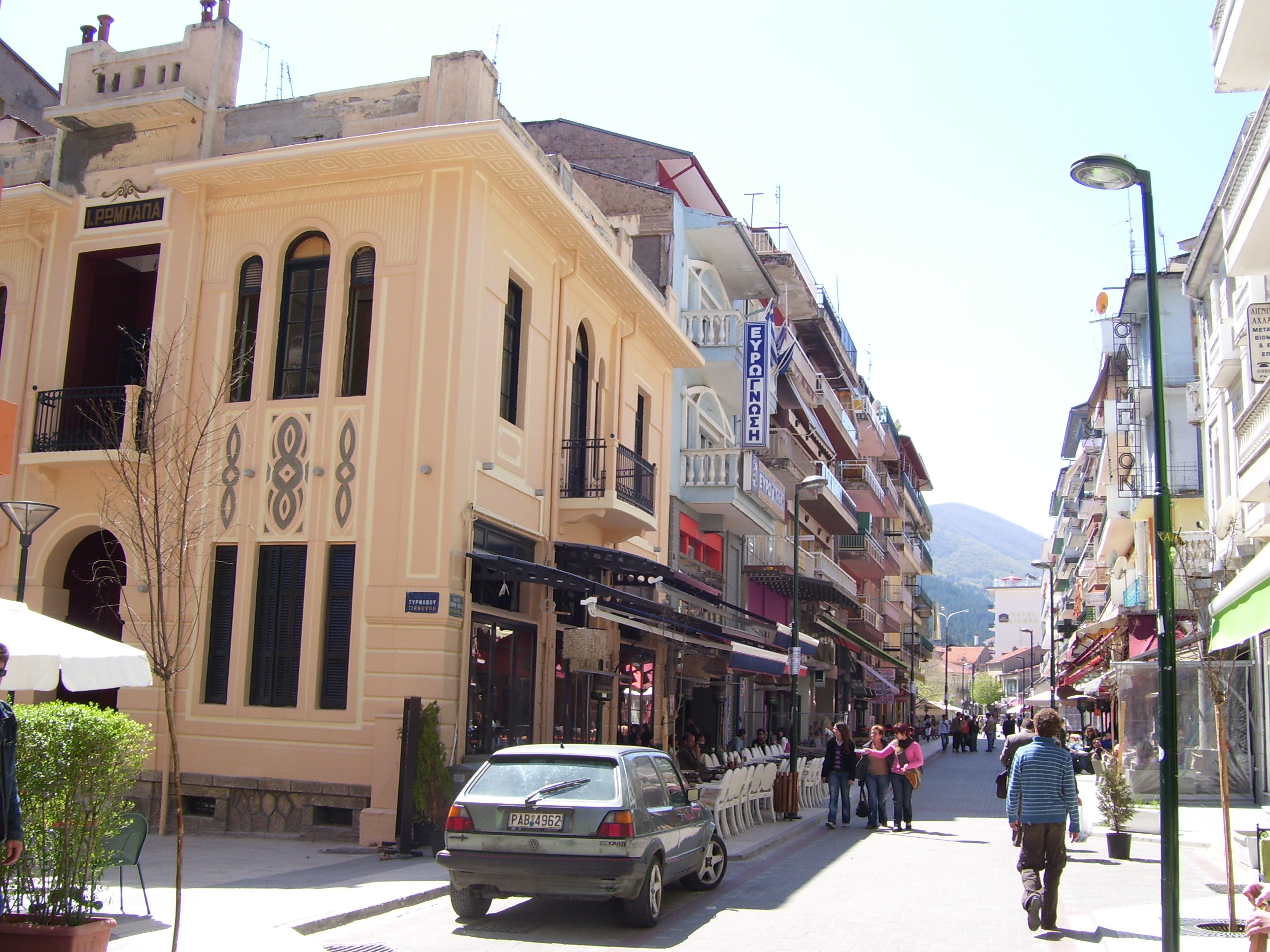
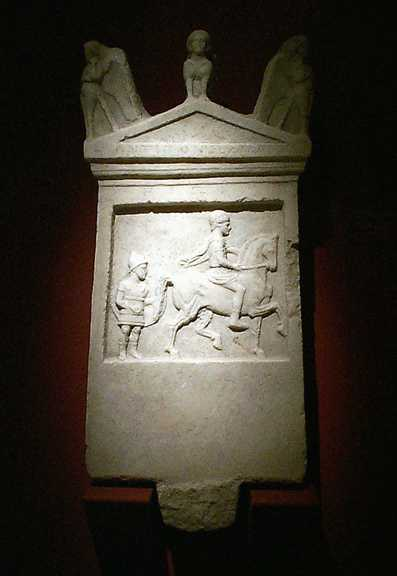
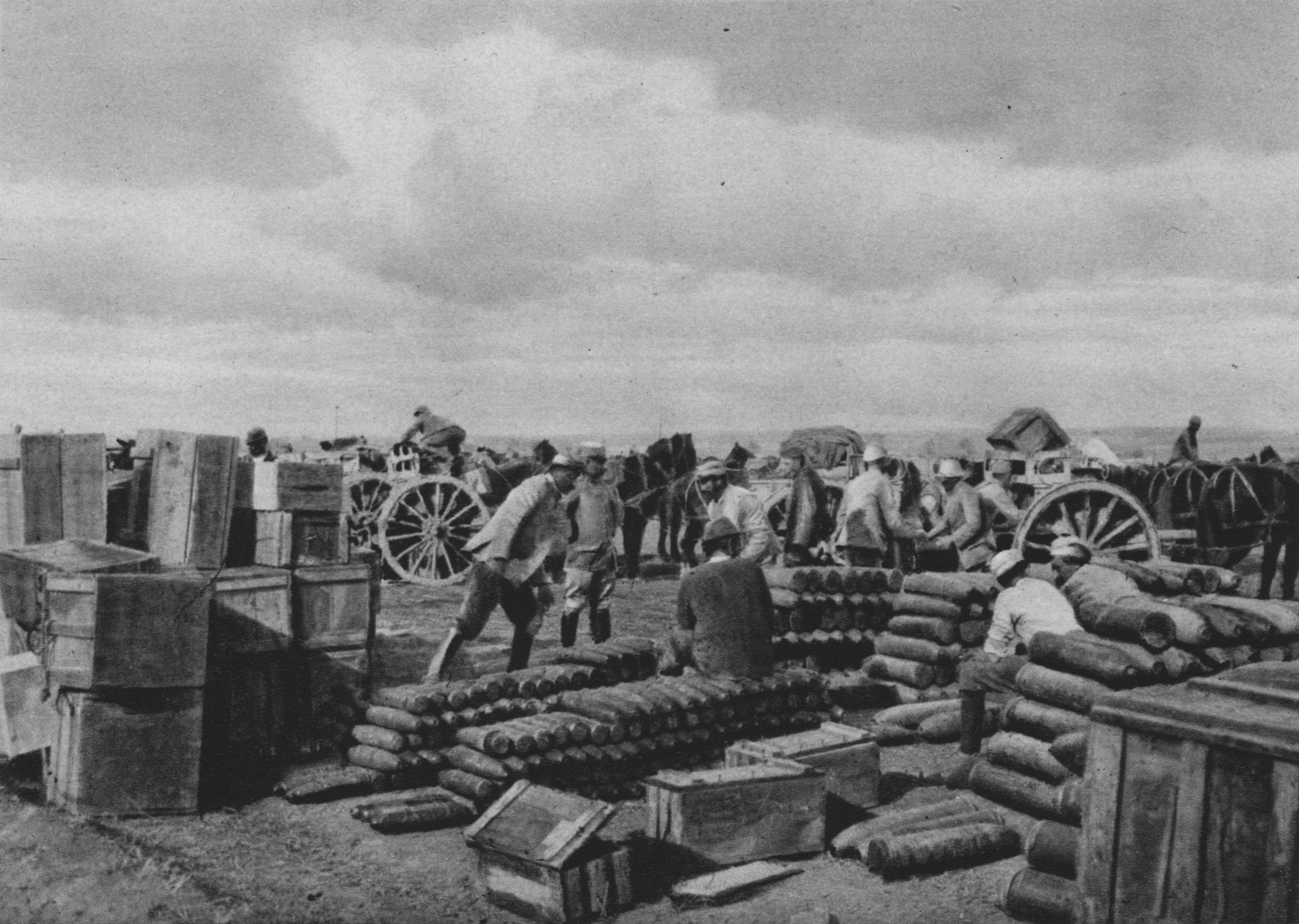
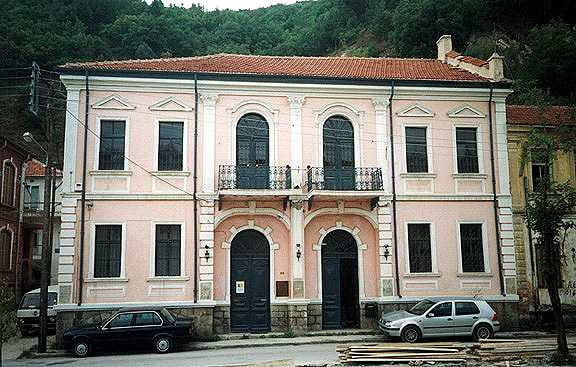
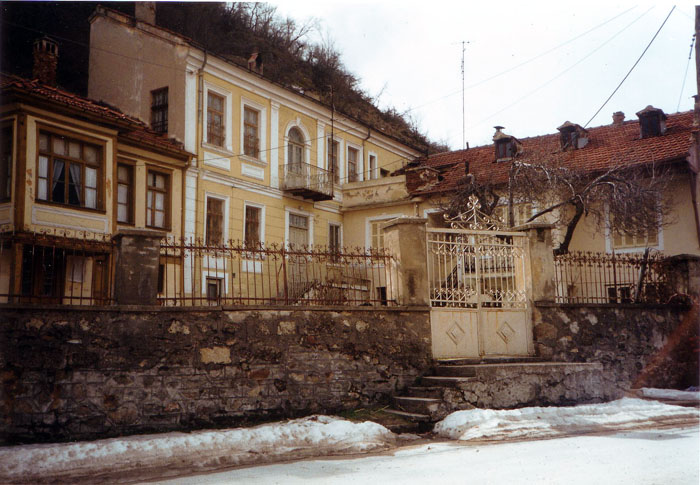